# Muhamet Çami
Muhamet Çami, eredetileg Muhamet Kyçyku (Konispol, 1784 – Konispol, 1844) albán költő, a muzulmán tradíciójú bejtedzsi irodalom alakja.
A dél-albániai Çamëria vidékén született (innen felvett neve), és tizenegy éven keresztül Kairóban tanult muzulmán teológiát. Miután hazatért, szülőfalujának hodzsája volt haláláig.
A bejtedzsi költők közül Çami kiemelkedik imponáló nagyságú életművével, amely átmenetet képez a klasszikus bejtedzsi verselés és a 19. század végi albán nemzeti költészet között. Munkásságának egyik nevezetes darabja az 1820 körül írt, Erveheja címen ismert verses romantikus mese, amelyben a világszép Ervehe erkölcsei védelmében különféle megpróbáltatásokon megy keresztül. A magasztos erkölcsiséget közvetítő Erveheja mellett több más didaktikus darabja ismert, amelyekben koránbeli és bibliai történetek morális tanulságait hangsúlyozta ki.
Az albán irodalom történetében ő írta meg az első történelmi témájú verses eposzokat, például a görögök szabadságharcáról, az 1826-os meszolongi csatáról stb.

## Művei
- Muhamet Çami: Erveheja. Bucurest: Dituri. 1888.